# Title Tracks
Title Tracks — американський павер-поп / інді-рок сольний проєкт музиканта Джона Девіса із Вашингтона.
Джон Девіс — колишній учасник гуртів Q and Not U та Georgie James.

## Історія
На початку 2008 року, Джон Девіс (John Davis) все ще був учасником гурту Georgie James, але вже почав писати пісні, які згодом ляжуть в основу його першого сольного запису. Коли влітку 2008 року гурт Georgie James оголосив про розпуск, у Девіса вже було заготовано пісень на цілий альбом.
Свій новий сольний проєкт Девіс назвав Title Tracks. Він зібрав концертну версію гурту, до якої увійшли Майкл Коттерман (Michael Cotterman) на басі, Ендрю Блек (Andrew Black) на барабанах (обидва вони грали в основній живій версії гурту Georgie James) і Мерідет Муньос (Merideth Munoz) на гітарі, клавішних і вокалі.
Восени 2008 року ця версія гурту записала дві пісні, «Every Little Bit Hurts» і «Found Out», з продюсером Чадом Кларком (Chad Clark) на рекорд-студії Silver Sonya Studios у Вашингтоні. Сингл був випущений у квітні 2009 року на лейблі Dischord Records.
У січні 2009 року Джон Девіс почав записувати дебютний повноформатний альбом It Was Easy. Основні треки були записані у його студії для репетицій в північному Вашингтоні. Нік Андерсон (Nick Anderson) був інженером і співпродюсером разом з Джоном Девісом і Чедом Кларком (Chad Clark). Додаткові треки були записані в рекорд-студіях Silver Sonya Studio та The National Crayon Museum. Девіс грав на всіх інструментах  у всіх композиціях на альбомі, за винятком композиції «No, Girl», до запису якої долучився саксофоніст Крістон Кепс (Kriston Capp). Співачка Трейсіан Кемпбелл (Tracyanne Campbell) з гурту Camera Obscura заспівала треки «No, Girl» і «Tougher Than The Rest» (кавер на пісню Брюса Спрінгстіна). Альбом It Was Easy був випущений у лютому 2010 року на лейблі The Ernest Jenning Record Co. До моменту виходу альбому відбулись зміни у складі концертної версії гурту, замість Мерідет Муньос прийшов Нік Андерсон (Nick Anderson).
Гастролі по Північній Америці розпочалися в лютому 2010 року і тривали до травня 2010 року. Title Tracks гастролював з гуртами Pretty & Nice, Ted Leo and the Pharmacists.
У серпні 2010 року проєкт Title Tracks скоротив свій гастрольний гурт до тріо у складі Девіса, Коттермана та Блека. Восени 2010 року цей склад записав альбом «In Blank», який вийшов у квітні 2011 року.
Після більш ніж п'яти років мовчання, у листопаді 2016 року проєкт Title Tracks нарешті випустив свій третій повноформатний альбом «Long Dream».

## Релізи

### Альбоми
- It Was Easy (The Ernest Jenning Record Co./Safety Meeting Records, February 2010)
- In Blank (The Ernest Jenning Record Co./Windian Records, April 2011)
- Long Dream (The Ernest Jenning Record Co., November 2016)

### Сингли
- Every Little Bit Hurts/Found Out (Dischord Records, 2009)